# Jinan Safa
Jinan Safa Safira née le 8 juin 1999 à Jakarta est une chanteuse et actrice indonésienne, ancienne membre du groupe JKT48 de 2015 à 2023,.

## Discographie

### Avec JKT48
- Mahagita (id) (2016)
- JKT48 Festival Greatest Hits (id) (2017)